# Berg van Barmhartigheid (Gent)

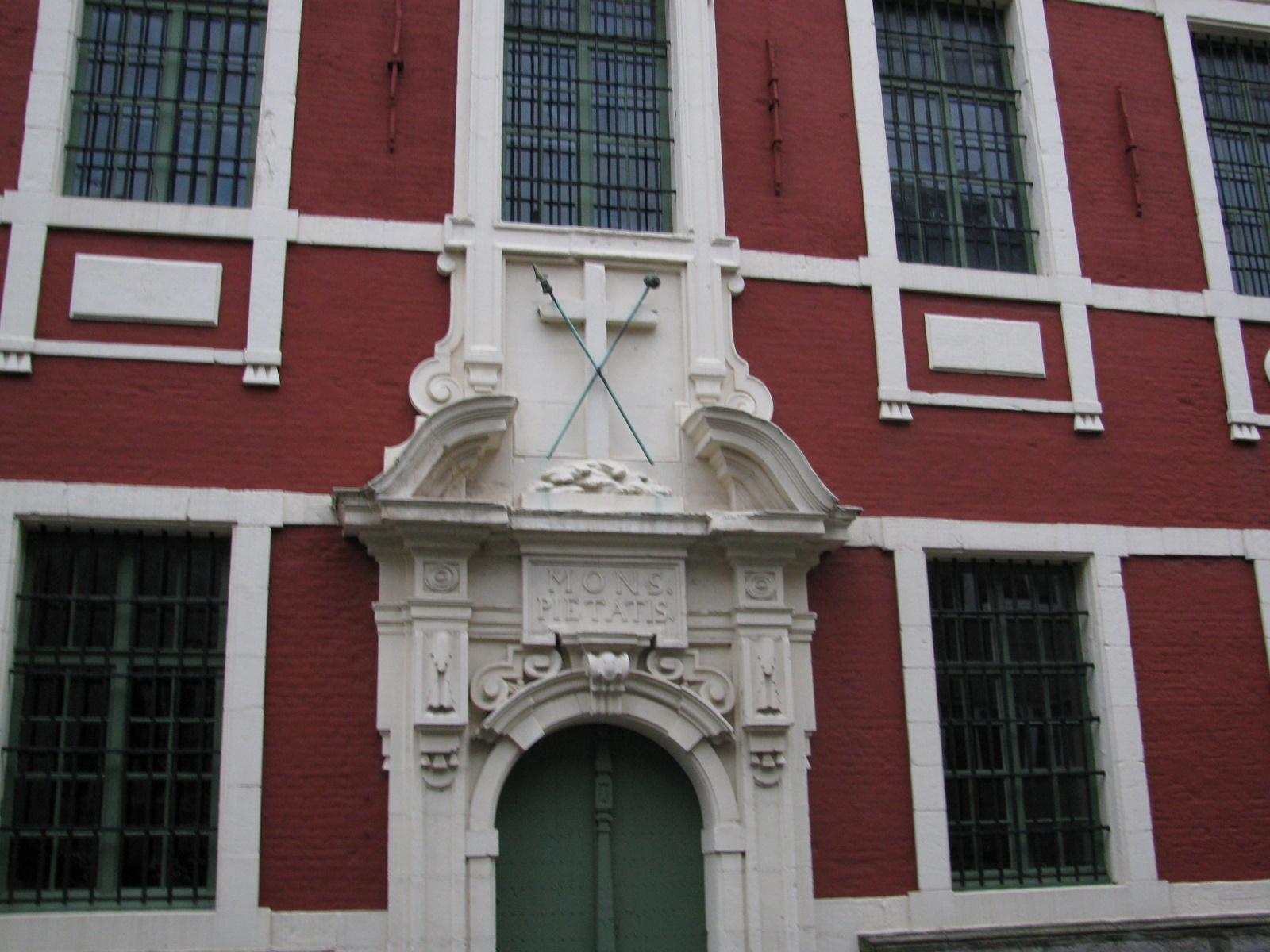

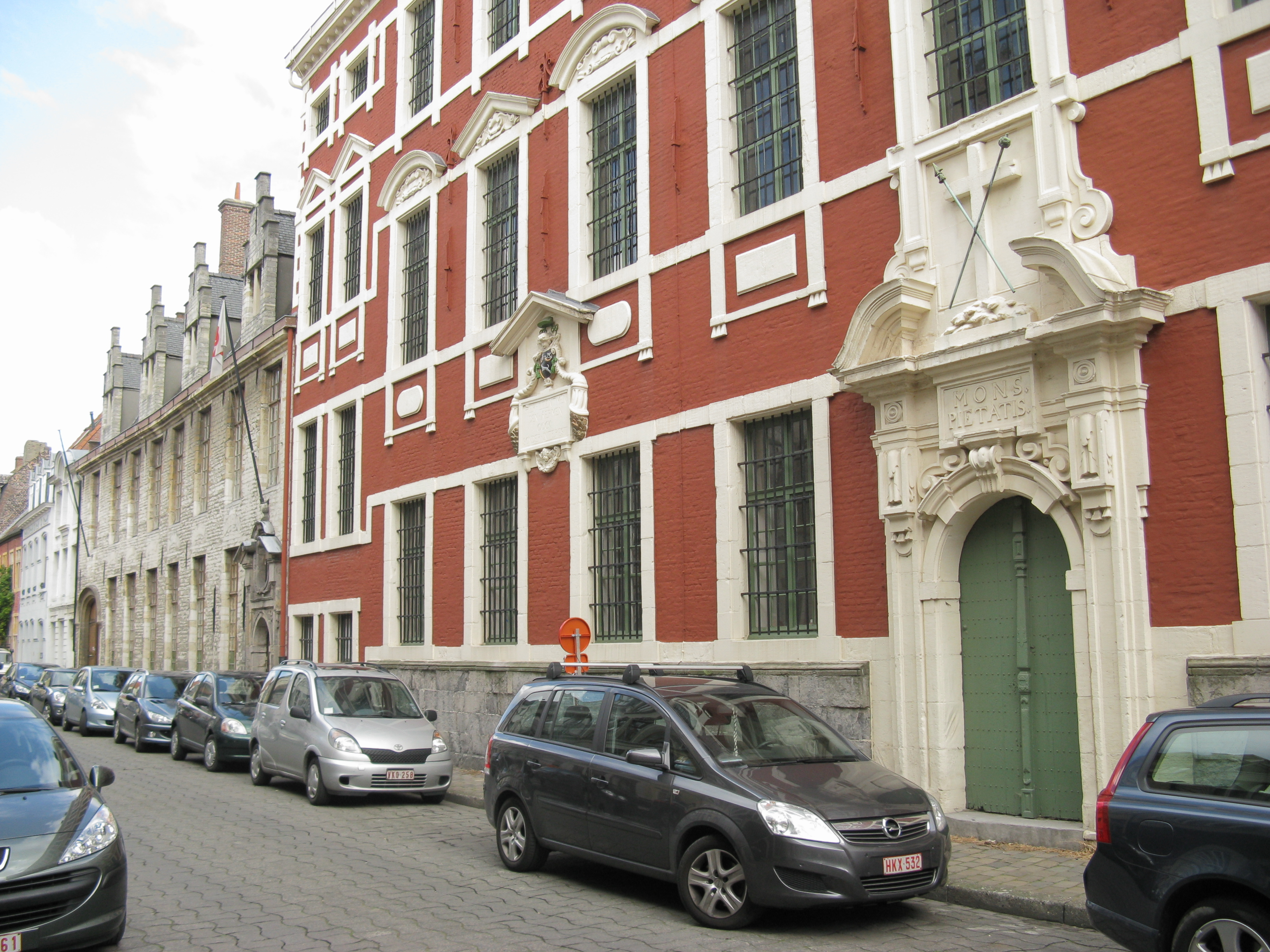

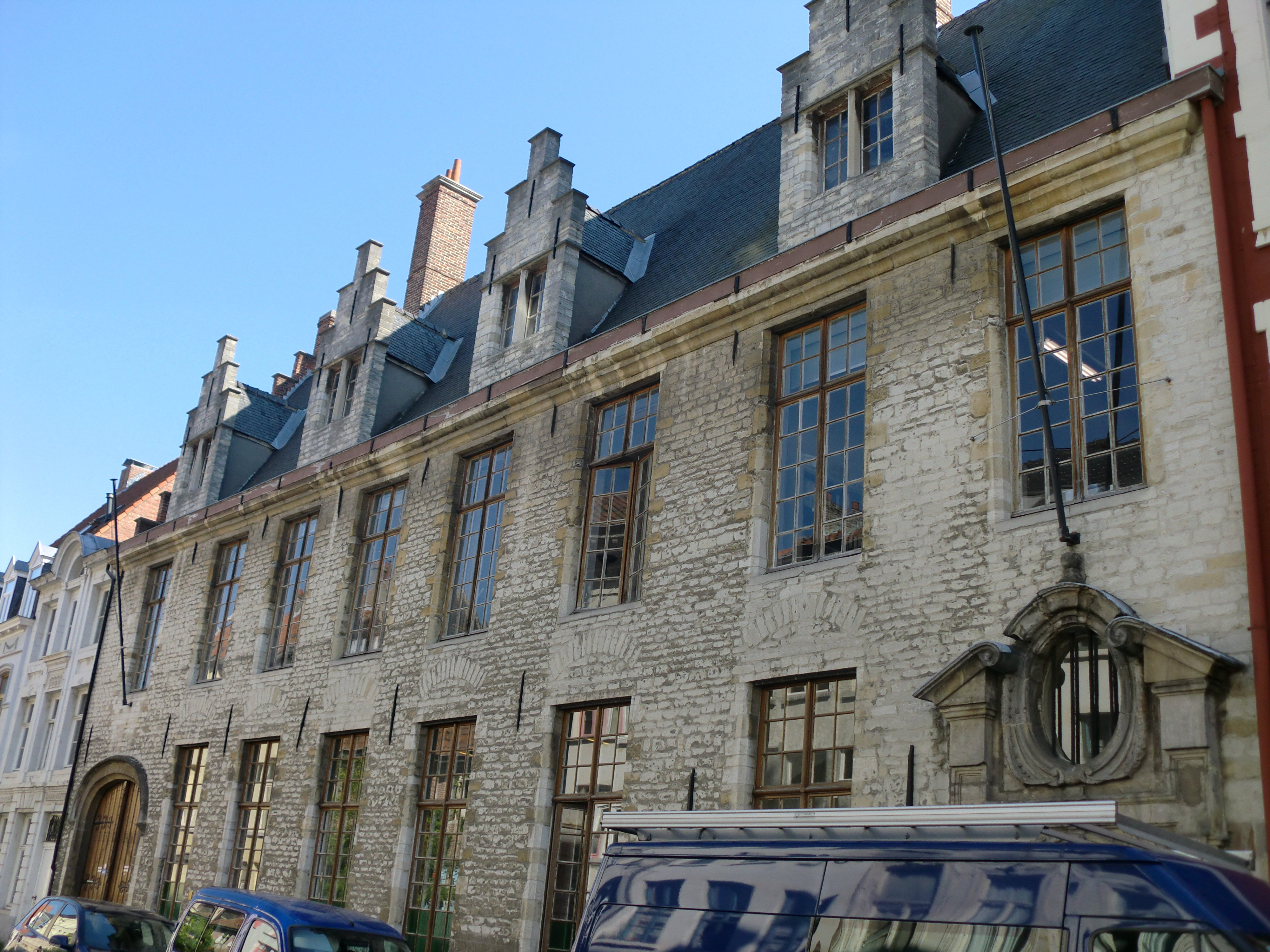

De Berg van Barmhartigheid is een historisch gebouw aan de Abrahamsstraat in de Belgische stad Gent. Het gebouw diende als Berg van barmhartigheid (pandjeshuis) en werd opgericht door Wenceslas Cobergher. In de veertiende eeuw was het Dondersteen er gelegen, de voorloper van de Berg van Barmhartigheid. De hoogste Bourgondische en Habsburgse ambtenaren hadden in de buurt hun ambtswoning. Adriaen Triest, advocaat bij de Raad van Vlaanderen, verkocht in 1620 het Dondersteen aan Wenzel Cobergher. De Gentse Berg bestaat uit drie delen: de conciërgewoning, het witte natuurstenen huis van de intendant en het eigenlijke pandhuis, waarvan de gevel herinnert aan een Italiaans palazzo. In stilistisch opzicht is het de eerste barokke constructie in Gent. Tegen de gevel bevindt zich nog het wapenschild van bisschop Triest. Boven de toegangsdeur werden de inscriptie Mons Pietatis en de passiewerktuigen aangebracht. Binnen verwijzen de zware ijzeren deuren, de stevige rekken en de brandvrije gewelven naar de originele functie van het gebouw. In 1930 werd de Berg gesloten en werd het Stadsarchief in dit pand ondergebracht tot 2005. 